# Hertoginnenaardappelen

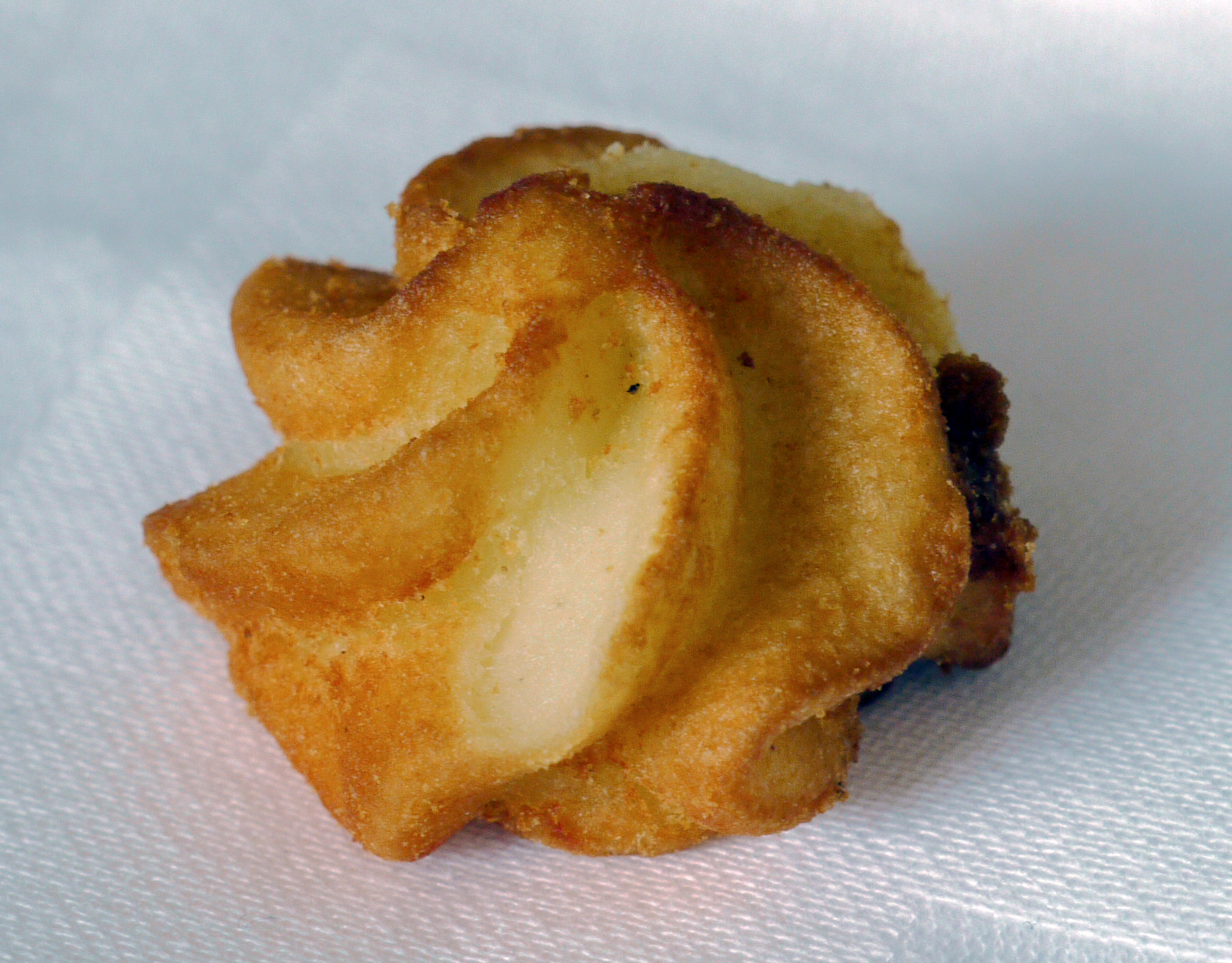
Een hertoginnenaardappel

Hertoginnenaardappelen, duchesse-aardappelen, pommes duchesse of aardappelrozetten zijn gebakken rozetjes van aardappelpuree. De puree wordt bereid door aardappelen, een kleine hoeveelheid melk, zout en peper te mixen. De vormen worden gemaakt door de puree met een spuitzak op een bakplaat te spuiten. Meestal wordt ter afwerking de buitenzijde ingesmeerd met een kleine hoeveelheid eigeel, zodat zich bij het bakken een goudbruin korstje vormt.